# مترو بلغراد
مترو بلغراد هو مشروع مترو مخطط أن يقام في بلغراد،صربيا. تأخر إنشاء المشروع لمرات عديدة ويرجع ذلك في الأغلب إلى نقص في التمويل ومن المقرر إن يتم البدء في إنشاء أول خط في نوفمبر 2021م.